# Naoto Kan
Naoto Kan (Japans: 菅直人, Kan Naoto) (Ube, 10 oktober 1946) is een Japans politicus en was van 8 juni 2010 tot 2 september 2011 premier van Japan. Hij was de leider van de Democratische Partij (DPJ) in 2010-2011, en was dat ook in 1998-1999 en 2002-2004. Na het aftreden van Yukio Hatoyama werd hij premier van Japan. Kan zelf werd opgevolgd door Yoshihiko Noda.

## Leven en opleiding
Kan werd geboren als zoon van een zakenman in Ube in de prefectuur Yamaguchi. Hij haalde in 1970 zijn diploma aan het Tokyo Institute of Technology (東京工業大学, Tōkyō Kōgyō Daigaku) .

## Carrière
Kan opende een patentenkantoor in 1974. In 1980 verwierf hij een zetel in het Lagerhuis als lid van de Socialistische Democratische Federatie (社会民主連合, Shakai-minshu-rengō). Hij kreeg nationale bekendheid als minister van Volksgezondheid, Werk en Welvaart in 1996 toen hij verantwoordelijkheid nam voor de verspreiding van onrechtmatig verkregen bloed. Toen was hij nog lid van een kleine partij, die samen regeerde met de Liberaal-Democratische Partij. Zijn actie werd toegejuicht door de media en het volk. Kan schreef ook het boek "Dai-jin" (letterlijk vertaald: "Minister").
In 1998 werd hij beschuldigd van verschillende affaires, die overigens ontkend werden door zijn partij, waardoor hij aftrad als leider van zijn partij. Yukio Hatoyama nam de functie over, maar na diens aftreden werd Kan weer partijleider. In juli 2003 ging zijn partij samenwerken in de oppositie met de Liberaal-Democratische Partij, voor de verkiezingen van de herfst 2003.
Tijdens de campagne van die verkiezingen werd Kan voorgesteld als kandidaat-premier. Echter, in 2004 werd hij opnieuw beschuldigd van onbetaalde lijfrentes en gedwongen om af te treden. Op 10 mei 2004 trad hij af als partijleider.
In oktober 2005, Kan zou in 2006 60 jaar worden, stelde hij een nieuwe partij voor, de "Dankai" (babyboomers)-Partij. De oorspronkelijke bedoeling van deze partij was de babyboomers activiteit te bieden. 2,7 miljoen mensen zouden met pensioen gaan in 2007.
Zijn hobby is Go. Hij heeft een vrouw en twee zoons en woont in Tokio.

## Minister van Financiën
In september 2009 vroeg Yukio Hatoyama Kan om vicepremier te worden. Op 6 januari 2010 werd hij daarnaast minister van Financiën. In zijn eerste persconferentie kondigde Kan aan dat het stimuleren van groei zijn eerste prioriteit is. Ook nam hij de ongebruikelijke stap om een optimaal dollar-yen niveau te geven, om exporteurs te helpen en de economie optimaal te stimuleren.

## Premier
Op 8 juni 2010 werd hij de opvolger van Yukio Hatoyama als premier en partijleider van de Democratische Partij. Hatoyama trad af omdat hij een belofte over het sluiten van een Amerikaanse basis in Japan niet kon nakomen. De ministers van Binnenlandse Zaken en Transport gaven ook aan voor deze functie in te zijn, maar gaven gauw hun steun aan Kan toen bekend werd dat hij de nieuwe premier werd. Op 9 juni 2010 werd bekendgemaakt dat Kan de Amerikaanse basis op Okinawa niet gaat sluiten.
Op 2 juni 2011 overleefde hij een motie van wantrouwen op voorwaarde dat hij beloofde af te treden zodra de gevolgen van de aardbeving en tsunami eerder 2011 onder controle zijn. Op 26 augustus kondigde hij aan ontslag te nemen als premier van Japan. Zijn opvolger Yoshihiko Noda werd door de keizer op 2 september 2011 benoemd.
- CiNii: DA02919394
- Gemeinsame Normdatei: 1017190461
- International Standard Name Identifier: 0000 0000 8271 4322
- Library of Congress Control Number: n84080426
- Bibliotheek van het Japanse parlement: 00101617
- Nationale Bibliotheek van Tsjechië: xx0197476
- Nationale Bibliotheek van Israël: 987007337400005171
- Système universitaire de documentation: 240635868
- Virtual International Authority File: 77713715
- WorldCat: E39PBJd87qCqt8WrBYRgwX8t8C

Ito Hirobumi · Kuroda Kiyotaka · Sanetomi Sanjo · Yamagata Aritomo · Matsukata Masayoshi · Ito Hirobumi · Kuroda Kiyotaka · Matsukata Masayoshi · Ito Hirobumi · Okuma Shigenobu · Yamagata Aritomo · Ito Hirobumi · Saionji Kinmochi · Katsura Tarō · Saionji Kinmochi · Katsura Tarō · Saionji Kinmochi · Katsura Tarō · Yamamoto Gonnohyōe · Ōkuma Shigenobu · Terauchi Masatake · Hara Takashi · Uchida Kosai · Takahashi Korekiyo · Katō Tomosaburō · Uchida Kosai · Yamamoto Gonnohyōe · Kiyoura Keigo · Katō Takaaki · Wakatsuki Reijirō · Tanaka Giichi · Osachi Hamaguchi · Kijūrō Shidehara · Osachi Hamaguchi · Wakatsuki Reijirō · Inukai Tsuyoshi · Takahashi Korekiyo · Saitō Makoto · Keisuke Okada · Fumio Gotō · Keisuke Okada · Kōki Hirota · Senjūrō Hayashi · Fumimaro Konoe ·
Hiranuma Kiichirō · Nobuyuki Abe · Mitsumasa Yonai · Fumimaro Konoe · Hideki Tojo · Kuniaki Koiso · Kantarō Suzuki · Prins Higashikuni Naruhiko · Kijūrō Shidehara · Shigeru Yoshida · Tetsu Katayama · Hitoshi Ashida · Shigeru Yoshida · Ichirō Hatoyama · Tanzan Ishibashi · Nobusuke Kishi · Tanzan Ishibashi · Nobusuke Kishi · Hayato Ikeda · Eisaku Satō · Kakuei Tanaka · Takeo Miki · Takeo Fukuda · Masayoshi Ōhira · Masayoshi Ito · Zenko Suzuki · Yasuhiro Nakasone · Noboru Takeshita · Sōsuke Uno · Toshiki Kaifu · Kiichi Miyazawa · Morihiro Hosokawa · Tsutomu Hata · Tomiichi Murayama · Ryutaro Hashimoto · Keizo Obuchi · Mikio Aoki · Keizo Obuchi · Yoshiro Mori · Junichiro Koizumi · Shinzo Abe · Yasuo Fukuda · Taro Aso · Yukio Hatoyama · Naoto Kan · Yoshihiko Noda · Shinzo Abe · Yoshihide Suga · Fumio Kishida ·  Shigeru Ishiba